# سایوزمولتفیلم
سایوزمولتفیلم (روسی: Союзмультфильм؛ IPA: [səjʉsmʊlʲtˈfʲilʲm]) نام یک استودیوی ساخت انیمیشن در کشور روسیه است که دفتر اصلی آن در شهر مسکو واقع شده است.
طی سالیان متمادی، این استودیویِ روسیِ ساختِ کارتون، شهرت و اعتبار بین‌المللی یافته است و از هنگام تأسیس تا کنون، ۱۵۳۰ فیلم تولید و منتشر نموده است.